# Cadurques
 (octobre 2022).
Si vous disposez d'ouvrages ou d'articles de référence ou si vous connaissez des sites web de qualité traitant du thème abordé ici, merci de compléter l'article en donnant les références utiles à sa vérifiabilité et en les liant à la section « Notes et références ».
Les Cadurques, en latin Cadurci, en grec Καδοῦρκοι, sont un peuple gaulois qui habitait dans la vallée du Lot, entre le causse de Gramat au nord et le causse de Limogne au sud, avec pour capitale à l'époque gallo-romaine Divona Cadurcorum (Cahors), dont le nom laisse penser qu'il s'agissait aussi du lieu de leur principal sanctuaire. 
Avant la conquête romaine, les Cadurques sont clients des Arvernes. Après la défaite d'Alésia en 52 avant J.-C., leur chef Lucterios est un des derniers Gaulois à résister à César, notamment dans l'oppidum cadurque d'Uxellodunum. 
Dans l'Empire romain, ils constituent une des cités reconnues par Rome (civitas Cadurcorum, pagus Cadurcinus) et leur nom va se transmettre d'une part au pays du Quercy, qui correspond en gros au département du Lot, d'autre part à leur chef-lieu, dont le nom devient « Cahors » au début du Moyen Âge.

## Origine des Cadurques
Des peuples celtes sont venus en Aquitaine probablement du sud de l'Allemagne, du nord des Alpes suisses ou autrichienne, des confins de Bohême et de la Moravie ou du nord-est français par migration, après le VIIe ou le VIe siècle av. J.-C., s'imposant moins par la technologie des armes et par de cruelles et inefficaces conquêtes guerrières, que par la qualité des services et des techniques d'échanges qui leur ouvraient de vastes possibilités d'alliances, pérennisées dans des cadres institutionnalisés, avec les peuples déjà armés, en particulier les dominants des populations déjà en place. Les Celtes dans le sud-ouest de la France actuelle étaient peu nombreux mais devaient constituer une minorité dominante.
L'origine du nom pourrait venir de cad-or-ci, « ceux qui vivent sur les bords d'une belle rivière », sans doute le Lot. Toutefois on peut douter que ce soit un nom aussi poétique, ni même un terme uniquement celte, car le peuple cadurque, bien plus tardivement connu à l'époque de César, pourrait déjà résulter de la fusion séculaire, par alliance multiples des peuples autochtones, à la fois aquitains et celtes par ses composantes. Ce nom désignerait alors simplement ceux qui suivent les meneurs, les chefs, en bref ceux qui obéissent à l'autorité politique qu'ils se sont donnée.[réf. nécessaire]

## Avant la conquête

### Peuples limitrophes

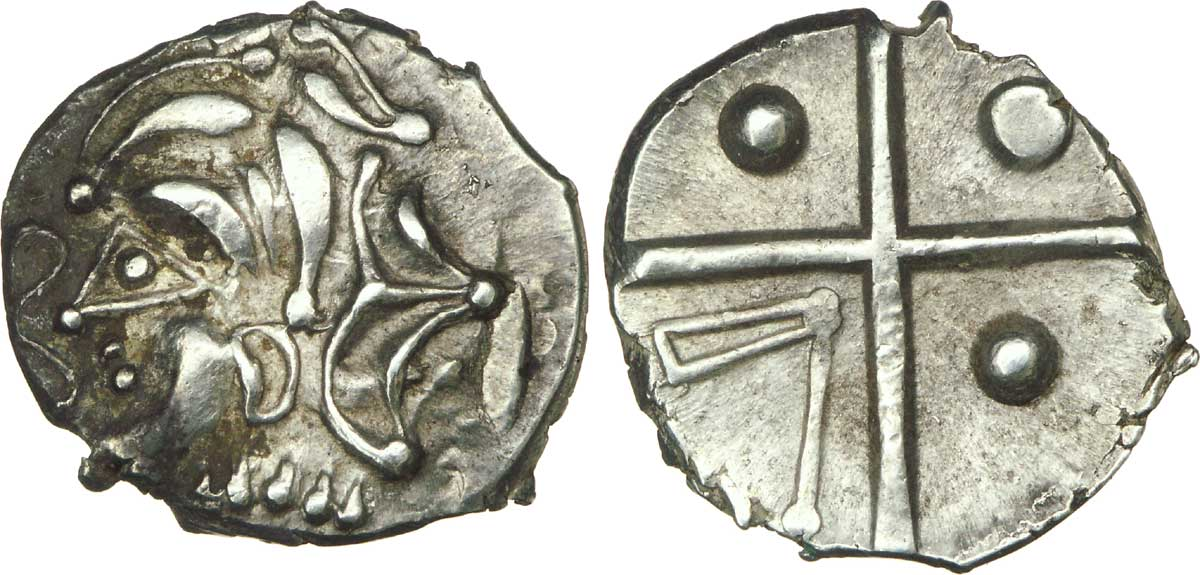
Drachme à la tête triangulaire frappé par les Cadurques. Date : ; Description avers : Tête triangulaire à gauche ; le nez figuré par un triangle, avec un point cerclé en guise d'œil ; le tout dans un entourage de bâtonnets et arcs de cercles bouletés et liés ; un collier de perles à la base du cou et un fleuron devant le visage.

Nous connaissons les voisins des Cadurques qui occupent les plateaux calcaires qui caractérisent le Quercy :
- au nord, les Lémovices ont donné leur nom à Limoges et au Limousin ;
- le sud-ouest des vallées est le domaine des Nitiobroges, dont le centre de peuplement devient plus tardivement Agen et l'Agenais ;
- à l'ouest, les terrains calcaires crétacés sont occupés par les Petrocorii, nom d'alliance désignant littéralement « les quatre groupes » et à l'origine des toponymes Périgueux ou Périgord ;
- à l'est, les Ruteni, c'est-à-dire les Blonds, occupent les bas-plateaux cristallins et ont laissé leurs marques à Rodez et sur son pays, le Rouergue. Les Arvernes, dont l'étymon a engendré l'Auvergne, sont leurs puissants voisins ;
- mais les Ruteni sont également présents sur les hautes terres du sud, où ils se dénomment Albiga, ce qui a donné Albi et l'Albigeois. Par comparaison, les Cadurci du Sud ont donné naissance à la population du Bas Quercy ou Quercy blanc[2].

Notre connaissance n'est fermement établie que de façon tardive, car toponymes et noms des cités n'ont été affirmés avec force que pendant le second Empire romain, après les mutations barbares quasi-endogènes entre 260 et 310. Ce n'est qu'à cette époque que l'historien peut délimiter, avec précision, la limite de la cité religieuse de Cahors.

### La cité gauloise des Cadurques
Les Cadurques d'avant la conquête, s'ils n'ignorent pas le monde des cités méditerranéennes sans toutefois en faire partie, ont aboli la royauté. Le pouvoir sous forme de gouvernance éligible par un sénat, c'est-à-dire un conseil d'anciens, est entre les mains de ceux qui possèdent la terre et les richesses, l'aristocratie foncière, en partie fascinée par la civilisation romaine, exportant les produits variés de son art céramique, et surtout luxe et art de vivre, bien avant les temps troublés de la Conquête.
À la fin du IIe siècle et au cours du Ier siècle av. J.-C., les oppidums prennent une place importante. Il semble que dès la fin du IIe siècle, les troubles s'accumulent aux frontières. Des conflits opposent les Romains avec les Arvernes, dont le roi était Bituit, qui subissent une défaite en 121. En 118, Rome soumet les Volques Tectosages. En 109, les migrations inopinées du monde germanique, les Cimbres et Teutons déferlent du Rhône au Bordelais, les pillards hommes, femmes, enfants s'éparpillent désorientés dans un monde surprenant à leurs yeux, en quête de repos puis, pressés, acculés, se regroupent finalement en Gaule cisalpine avant de s'y faire écraser sans pitié par les légions de Marius. En 58 av. J.-C. l'intervention ambitieuse de Jules César en Gaule débute.
Les Cadurques fortifient ou réinvestissent des oppidums tels celui d'Uxellodunum. En cas de péril la population peut être accueillie avec son bétail et ses richesses sous forme de bijoux, qu'hommes et femmes portent sur eux. Les oppidums peuvent atteindre une superficie de plusieurs dizaines d'hectares. Une population sédentaire, plus ou moins nombreuses, peut y vivre en permanence.
Ces places-fortes sont des centres d'échanges et de stockages de biens convoités. Des amphores contenant des vins d'Italie, des pièces de monnaie gauloises provenant de toutes la Gaule y ont été mises au jour. Ces positions fortifiées semblent avoir été désertées après la conquête romaine, car les nouveaux maîtres aiment les jeux d'eau et la foule de leur clientèle.
À la même époque, les Cadurques émettent des pièces en argent dont certaines se répandent dans tout le sud-ouest de la Gaule. Elles attestent d'un essai de prééminence politique et économique des peuples celtes de Gaule, que les Romains veulent désormais complètement assujettir, pour contrôler le commerce d'isthme vers l'Atlantique et surtout contourner les Alpes afin de prendre à revers, avec l'appui des Germains, les peuples celtes de Rhétique qui contrôlent encore le commerce alpin.

### Villes fortifiées (oppida) duIersiècleav. J.-C.
Une série d'oppida a été recensée :
- Uxellodunum, le principal oppidum sur la commune de Vayrac au lieu-dit Puy d'Issolud (80 ha)
- Murcens sur la commune de Cras (73 ha)
- Les Césarines sur la commune de St-Jean-l'Espinasse (32 ha)
- l'Impernal sur la commune de Luzech (15 ha)
- Capdenac-le-haut, encore considéré par certains comme étant Uxellodunum depuis les recherches des frères Champollion (1816-1817)[4]

## Les Cadurques dans la guerre des Gaules et le siège d'Uxellodunum (-51)
En -58, Jules César, proconsul de Gaule narbonnaise, intervient dans un conflit entre les Éduens (alliés de Rome) et les Helvètes : c'est le début de la guerre des Gaules, qui va durer jusqu'à la défaite de Vercingétorix à Alésia en -52. 
La tribu des Cadurques est très proche des Arvernes et son chef Lucterius est un fidèle allié de Vercingétorix dans sa lutte contre Jules César. 
Un an après la reddition de Vercingétorix à Alésia, Lucterius et le Sénon Drappès se réfugient dans l'oppidum d'Uxellodunum. Dans son livre La Guerre des Gaules, Jules César raconte le siège de  d'Uxellodunum, qui aboutit à la défaite des Gaulois.
Lucterius cherche alors refuge chez le chef arverne Epasnactos, qui le livre à César.
La localisation exacte d'Uxellodunum n'est pas certaine. 
Les dernières recherches tenant compte de mutations géomorphologiques récentes la situent au Puy d'Issolud (commune de Vayrac) dans le Lot. L'oppidum d'Uxellodunum n'a toutefois été enregistré à Vayrac que par le biais d'un accord datant de 2001, passé entre la DRAC de Midi-Pyrénées et l'association s'occupant du site du Puy d'Issolud, afin de pouvoir déclencher des subventions pour financer des fouilles. D'autres lieux ont été envisagés dans le Lot, mais, tout comme Vayrac, ils présentent des écarts avec la description : Luzech, Murcens, Capdenac, etc.

## Dans l'Empire romain

### Fin de la République romaine
- Période des guerres civiles, entre César et Pompée, puis entre Octavien et Marc Antoine.

En Gaule, le gouverneur Lucius Munatius Plancus crée la colonie de Lyon (Lugdunum) en -43. Cette ville devient la capitale de la province de Gaule, dont la Narbonnaise ne fait pas partie, ayant été soumise dès -121. 
Les Cadurques sont reconnus comme cité (une des soixante-quatre de la Gaule chevelue), avec le statut de tributaires, puisqu'ils ont combattu Rome jusqu'au bout, tandis que certaines cités ont le statut d'alliés de Rome (les Rèmes, les Éduens, notamment).

### Période du Haut-Empire
La République prend fin après la victoire d'Actium (-31) lorsque le Sénat donne à Octavien le titre d'Auguste qui va désormais être son nom. 
À partir de la réforme de l'administration de la Gaule chevelue par Auguste, qui règne de -26 à 14, la cité des Cadurques fait partie de la province d'Aquitaine (chef-lieu : Saintes, puis Bordeaux). Le chef-lieu de la cité est Divona Cadurcorum.
Cinq agglomérations secondaires ont été découvertes sur le territoire de la cité, mais on ne connaît pas leur nom antique. Deux sont avérées (Castelnau-Montratier et Albias), cinq autres sont hypothétiques (Cajarc, Duravel, Luzech, Moissac et Vayrac).
Le christianisme s'implante au IIIe siècle, le premier évêque est Martial de Limoges.

### Période du Bas-Empire et début du Moyen Âge
Après la réforme de Dioclétien vers 300 (Tétrarchie), la cité fait partie de la province d'Aquitaine Première, au sein du diocèse de Vienne et de la préfecture du prétoire des Gaules (capitale : Trèves), qui inclut la Gaule, la Bretagne (sud de la Grande-Bretagne) et l'Hispanie. 
Au Ve siècle, la cité des Cadurques est incluse dans le royaume de Toulouse créé par les Wisigoths en 418. Ceux-ci, après avoir mis Rome à sac en 410, ont été installés comme fédérés en Aquitaine. L'Empire romain d'Occident est aboli en 476. Dans le nord de la Gaule, les Francs commencent à descendre vers le sud.
Au début du VIe siècle, les Wisigoths, vaincus par les Francs près de Poitiers, se replient en Hispanie. Les Cadurques deviennent sujets du royaume de Clovis.

### Sources antiques
- César, La Guerre des Gaules, Livre VII
  - (la) Texte original
  - Traduction (Artaud et Fougères)